# 上村邦夫
上村 邦夫（かみむら くにお、1946年3月18日 - 2004年6月25日）は、囲碁の棋士。北海道北見市出身。日本棋院所属、木谷實九段門下、九段。
タイトルには恵まれなかったが、高木祥一、石田章とともに「無冠の三強」と呼ばれた。

## 経歴
- 1957年 - 木谷實九段に入門
- 1962年 - 入段
  - 10月 - 二段昇段
- 1967年 - 三段
- 1968年 - 四段
- 1969年 - 五段
- 1971年 - 六段
- 1979年 - 棋聖戦六段戦準優勝
- 1981年 - 七段
- 1985年 - 八段
- 1986年 - NHK囲碁講座講師
- 1988年 - 第14期名人戦リーグ入り（2勝6敗）
- 1989年 - 第14期棋聖戦八段戦準優勝、最高棋士決定戦参加
- 1990年 - 第29期十段戦勝者組準決勝進出
- 1991年 - 九段
- 1996年 - 第46期王座戦本戦準決勝進出
- 2004年 - 逝去

## 著作
- 『NEW別冊囲碁クラブ 22　勝率アップ大作戦 』日本棋院　1990年
- 『発想を変えよう中盤戦法 (新コンパクト・シリーズ―NHK囲碁講座)』1991年
- 『鬼手(おにで)―上級を目指す 味わい鑑賞し、攻防の急所発見力を高める』河出書房新社　1999年
- 『新四天王(山下敬吾・張栩・羽根直樹・高尾紳路)のここが強い』誠文堂新光社　2006年